# Marc Bijsterbosch
Marc Bijsterbosch (* 31. Dezember 1993) ist ein niederländischer Poolbillardspieler aus Emmen. Er wurde 2017 Europameister in der Disziplin 10-Ball.

## Karriere

### Einzel
In den Jahren 2008 und 2009 wurde Bijsterbosch insgesamt dreimal niederländischer Schülermeister in den Disziplinen 8-Ball, 9-Ball und 14/1 endlos. Im August 2008 gewann er seine erste Medaille bei der Schüler-Europameisterschaft, als er im 8-Ball ins Halbfinale einzog und dem Polen Wojciech Szewczyk mit 3:6 unterlag. In der Altersklasse Junioren (U19) gewann er bei der Jugend-EM 2011 die Silbermedaille im 14/1 endlos und die Bronzemedaille im 8-Ball. Das 14/1-endlos-Finale verlor er mit 82:100 gegen Bence Varga. Bei der Junioren-Weltmeisterschaft 2011 erreichte er das Halbfinale und unterlag dem späteren Weltmeister Marek Kudlik nur knapp mit 10:11.
Im November 2012 zog er bei den European Open erstmals auf der Euro-Tour in die Finalrunde ein und schied im Viertelfinale gegen den späteren Turniersieger, seinen Landsmann Nick van den Berg, aus. 2013 wurde Bijsterbosch zum ersten Mal für die Herren-Europameisterschaft nominiert. Er erreichte beim 14/1-endlos-Wettbewerb die Runde der letzten 64 und im 10-Ball das Sechzehntelfinale, in dem er gegen den späteren Europameister Mateusz Śniegocki verlor. Auf der Euro-Tour erreichte er 2013 bei den Bosnia & Herzegovina Open und bei den North Cyprus Open die Runde der letzten 32. Bei dem Turnier in Kyrenia schied er gegen den späteren Sieger Konstantin Stepanow aus.
Beim Derby City Classic 2014 wurde Bijsterbosch bei den Side-Events im Bank Pool und 9-Ball Neunter und belegte im Bank-Pool-Hauptturnier den 25. Platz. Bei den Italian Open 2014 erreichte er die Runde der letzten 32 und schied gegen den Deutschen Marco Dorenburg aus. Im August 2014 wurde er bei den Longoni Benelux Open Fünfter. Wenige Tage später gewann er bei den Slovenian Open seine erste Euro-Tour-Medaille. Nach Siegen gegen Daniele Corrieri, Nikos Ekonomopoulos, Petri Makkonen und Mats Schjetne zog er ins Finale ein, in dem er dem Esten Denis Grabe mit 4:9 unterlag.
Im Februar 2015 nahm Bijsterbosch erstmals an einer Herren-Weltmeisterschaft teil. Bei der 10-Ball-WM schied er in der Vorrunde aus. Wenig später erreichte er bei den Italian Open die Runde der letzten 32. Bei der EM 2015, seiner zweiten EM-Teilnahme, schied er beim 14/1-endlos-Wettbewerb in der Vorrunde aus. Anschließend erreichte er im 10-Ball die Runde der letzten 64 und im 8-Ball die Runde der letzten 32, bevor er im 9-Ball ins Halbfinale einzog und dem späteren Europameister Francisco Díaz-Pizarro nur knapp (8:9) unterlag. Im Sommer 2015 erreichte er bei den China Open und bei den Austrian Open die Runde der letzten 32. Bei der 9-Ball-Weltmeisterschaft 2015 erreichte die Runde der letzten 64, in der er mit 4:11 gegen Chang Yu-lung verlor. Darüber hinaus erreichte er 2015 bei den Dutch Open und bei den Treviso Open das Sechzehntelfinale. Ende des Jahres wurde er im 9-Ball erstmals niederländischer Meister.
Im Januar 2016 wurde Bijsterbosch beim World Chinese 8-Ball Masters Dreizehnter. Einen Monat später erreichte er bei den Italian Open das Achtelfinale. Bei der EM 2016 schaffte er es im 14/1 endlos ins Achtelfinale, in dem er mit 22:125 gegen Mateusz Śniegocki verlor. Anschließend schied er bei den Wettbewerben in den Disziplinen 10-Ball, 8-Ball und 9-Ball in der Runde der letzten 64 aus. Bei den North Cyprus Open 2016 erreichte er die Runde der letzten 32. Im November 2016 zog er bei den Kuwait Open ins Viertelfinale ein und unterlag dem Taiwaner Ko Pin-yi mit 7:11. Einen Monat später gelang ihm bei der niederländischen 9-Ball-Meisterschaft durch einen 9:0-Finalsieg gegen Richard Eijmberts die Titelverteidigung.
Bei der Europameisterschaft 2017 schied er im 14/1 endlos in der Vorrunde aus. Beim 10-Ball-Wettbewerb erreichte er, nachdem er unter anderem Jakub Koniar, Niels Feijen und Francisco Sánchez besiegt hatte, das Finale, in dem er durch einen 10:6-Sieg gegen den Schweden Christian Sparrenlöv-Fischer als erster Niederländer 10-Ball-Europameister wurde. Im 8-Ball erreichte er ebenfalls das Finale, dort unterlag er jedoch dem Finnen Jani Uski mit 7:10. Beim 9-Ball-Wettbewerb schied er in der Runde der letzten 32 gegen Jakub Koniar aus. Beim anschließend stattfindenden Euro-Tour-Turnier, den Portugal Open, erreichte er das Viertelfinale, das er mit 8:9 gegen David Alcaide verlor.

### Mannschaft
Seit 2015 spielt Bijsterbosch beim deutschen Bundesligisten BC Oberhausen. In seiner ersten Saison mit Oberhausen wurde er Vizemeister.
Mit der niederländischen Schülernationalmannschaft wurde Bijsterbosch 2007 und 2008 EM-Dritter und 2009 im Finale gegen Deutschland Europameister. Mit dem Juniorenteam erreichte er bei der Jugend-EM 2011 den dritten Platz.
2015 wurde er mit der niederländischen Nationalmannschaft Vizeeuropameister, blieb dabei jedoch ohne Einsatz. Bei der EM 2017 erreichte er mit dem Team das Viertelfinale.

## Erfolge
- Niederländischer 9-Ball-Meister: 2015, 2016
- 10-Ball-Europameister: 2017